# Nyírbátor
Nyírbátor este un oraș în districtul Nyírbátor, județul Szabolcs-Szatmár-Bereg, Ungaria, având o populație de 12.683 de locuitori (2011). 

## Demografie
Componența etnică a orașului Nyírbátor
     Maghiari (85,68%)
     Romi (13,38%)
     Necunoscut (0,2%)
     Alții (0,75%)
Componența confesională a orașului Nyírbátor
     Reformați (33,85%)
     Romano-catolici (18,39%)
     Greco-catolici (17,27%)
     Fără religie (7,93%)
     Necunoscută (22,02%)
     Alte religii (1,36%)
Conform recensământului din 2011, orașul Nyírbátor avea 12.683 de locuitori. Din punct de vedere etnic, majoritatea locuitorilor (85,68%) erau maghiari, cu o minoritate de romi (13,38%). Apartenența etnică nu este cunoscută în cazul a 0,2% din locuitori. Nu există o religie majoritară, locuitorii fiind reformați (33,85%), romano-catolici (18,39%), greco-catolici (17,27%) și persoane fără religie (7,93%). Pentru 22,02% din locuitori nu este cunoscută apartenența confesională.